# Hymns (Bloc Party)
Hymns è il quinto album in studio del gruppo indie rock inglese Bloc Party, pubblicato nel 2016.

## Tracce
1. The Love Within – 4:37
2. Only He Can Heal Me – 4:04
3. So Real – 3:23
4. The Good News – 3:49
5. Fortress – 4:38
6. Different Drugs – 5:26
7. Into the Earth – 3:59
8. My True Name – 5:34
9. Virtue – 3:57
10. Exes – 4:04
11. Living Lux – 4:06

## Formazione
- Kele Okereke – voce, chitarra, piano
- Russell Lissack – chitarra, programmazioni
- Justin Harris – basso, sintetizzatori, cori

## Classifiche
| Classifica (2016) | Posizione raggiunta |
| ----------------- | ------------------- |
| Regno Unito       | 12                  |